# Schweiz riksvapen
Schweiz riksvapen är baserad på Schweiz flagga och mycket lik flaggan. Det enda som skiljer är att statsvapnet är format som en vapensköld. Sedan korstågen har Schweiz använt ett vitt kors på röd botten.